# Setge d'Arbuna (759)
El tercer setge d'Arbuna (752-759) fou el més llarg dels setges de la ciutat d'Arbuna (Narbona) i el que va posar punt final a la dominació musulmana i el valiat d'Arbuna.
Les forces de Pipí el Breu van assetjar Arbuna el 752, però no la van poder conquerir i van haver d'aixecar el setge deixant un contingent per mantenir el blocatge que no fou gaire efectiu (752-754). El 756 el setge es creu que es va reprendre, però la seva eficàcia fou molt limitada. Entre 756 i 759 els francs van negociar amb els gots de la ciutat, que eren els qui defensaven la vila amb plena cooperació amb els musulmans. El rei els va prometre de mantenir la comunitat goda en l'ús de les seves lleis i costums si lliuraven la ciutat, la qual cosa finalment van fer el 759. Els gots s'apoderaren de l'interior de la ciutat, van matar la minsa guarnició sarraïna, i van obrir les portes als francs.